# 사강아동문학상
사강(史江)아동문학상은 한국아동문학의 발전에 공헌하고 있는 아동문학가 박상재(朴尙在) 박사의 문학정신을 기려 제정한 상이다. 이 상은 2023년 12월에 제정하고, 제1회 상을 2024년 3월에 공모하여 6월에 년 1회 시상한다.
이 문학상은 대한민국 문인 중 생존하는 아동문학가에게만 시상하고, 수상자에게 상패 및 창작지원금 300만원을 수여한다.
문학상 운영 규정을 보면 운영위원회는 해마다 시상 3개월 전에 심사위원(2~3명)을 위촉하되 전년도 심사위원은 위촉할 수 없다. 수상 후보자는 전국에서 등단 7년 이상 된 아동문학가 중 최근 2년 내에 해당 저서를 출간하고 작품 활동을 충실히 한 작가로 한다. 시상식 50일 이전에 공고하고 접수된 작품을 중심으로 심사한다. 심사위원회에서 후보자 자료를 엄밀히 심사하여 수상자 1~2인을 선정하고 운영위원회에서 수상자를 공고한다.

## 수상자
제1회 수상자와 작품으로 정용원 시인(전 한국동시문학회 회장)의 동시집 『초록 별나라 숲사랑 꽃잔치』(한국문학신문)와 정소영 작가의 동화집 『걱정 없는 약』(도담소리)이 선정되었다.